# David Loosli
David Loosli (Berna, 8 de maig de 1980) és un ciclista suís, ja retirat, que fou professional del 2004 al 2011. Bona part de la seva carrera esportiva la va fer a l'equip Lampre. En el seu palmarès destaca la Fletxa del Sud del 2003, així com algunes classificacions secundàries en curses d'una setmana.

## Palmarès
- 2003
  - 1r a la Berna-Oberbottigen
  - 1r a la Fletxa del Sud, vencedor d'una etapa i 1r del mallot verd
  - Vencedor d'una etapa de la Thüringen Rundfahrt
- 2004
  - Vencedor d'una etapa de la Cursa de la Pau
- 2006
  - Vencedor del mallot verd del Tour de Romandia
- 2009
  - Vencedor de la classificació de les metes volants de la Volta a Polònia

### Resultats al Tour de França
- 2004. 105è de la classificació general
- 2005. 99è de la classificació general
- 2009. 53è de la classificació general
- 2011. 59è de la classificació general

### Resultats a la Volta a Espanya
- 2006. 63è de la classificació general
- 2007. 85è de la classificació general

### Resultats al Giro d'Itàlia
- 2008. 63è de la classificació general
- 2010. No surt (17a etapa)